# Торчинський замок
Торчинський замок — замок, збудований близько 1540 року Єжи Хвальчевським, луцьким римо-католицьким єпископом.

## Історія
Замок був збудований Єжи Фальчевським, луцьким єпископом, у селі Торчин. Тому привілеєм від 1540 року Сигізмунд I Старий надав місту Магдебурзьке право. Єпископ був зобов'язаний утримувати одну городню Луцького замку, яка, за редакцією 1545 року, була в поганому стані та потребувала ремонту. У 1601 році протягом трьох тижнів кримські татари безуспішно облягали замок. Так було і в 1687 році, коли загін ще кілька миль захисників міста переслідував втікачів-кримців.
Колись замок був літньою резиденцією луцьких римо-католицьких єпископів, з яких тут у 1714 році помер Александр Бенедикт Виговський, а в 1731 році — Стефан Богуслав Рупневський. Єпископів поховали в Луцьку.
До сьогодні від замку залишилася лише назва чарівного «Замчиська», що у південній частині села, біля цегельні.